# Terrifier
Terrifier es una película de comedia de terror y slasher estadounidense de 2016, dirigida y escrita por  Damien Leone. Está basada en el cortometraje homónimo de Leone que fue incluido en su antología All Hallows' Eve. Fue estrenada en el Festival de Cine de Terror Telluride 2016, siendo elegida posteriormente por Dread Central Presents y Epic Pictures para distribuirla en los cines durante el siguiente año.
"Terrifier" ha sido clasificada para mayores de 16 años o incluso 18 en varios países debido a sus contenidos explícitos, tales como:
• Violencia gráfica: La película presenta escenas de violencia extrema, con representaciones explícitas de asesinatos, mutilaciones y tortura, que pueden ser perturbadoras para audiencias jóvenes.
• Temática sádica: Art the Clown no solo asesina a sus víctimas, sino que parece disfrutar del sufrimiento que provoca, lo que añade un matiz psicológico que puede ser difícil de asimilar
para adolescentes menores de cierta edad.
• Ambiente perturbador: La película contiene elementos visuales y sonoros diseñados para incomodar, manteniendo una atmósfera constante de tensión y miedo.
Estas características hacen que "Terrifier" no sea apta para espectadores más jóvenes o personas sensibles al contenido explícito de horror, pues puede generar angustia, ansiedad o simplemente no ser adecuada para quienes no estén acostumbrados al terror extremo.

## Argumento
Un hombre está mirando en un pequeño televisor a Monica Brown, una presentadora de un programa donde entrevista a una mujer terriblemente desfigurada, quien es la única superviviente de una masacre que tuvo lugar en el Halloween anterior. Brown menciona que el cuerpo del asesino, conocido solo como «Art the Clown», desapareció de la morgue, lo que sugiere que todavía está vivo. Sin embargo, la mujer desfigurada insiste en que lo vio morir. El hombre patea furiosamente el televisor, rompe la pantalla y llena una bolsa de basura con útiles afilados. Después de la entrevista, en su camerino Mónica habla con su novio por teléfono y hace comentarios despectivos sobre la entrevistada por su aspecto. Después de colgar, la mujer desfigurada, que la había estado espiando escondida, ataca a Mónica y le saca los ojos, aparentemente matándola, y se ríe como una maníaca.
En la noche de Halloween del año 2017, dos jóvenes amigas, Tara y Dawn, salen de una fiesta de Halloween y regresan borrachas al auto de Dawn, donde notan a un hombre extraño disfrazado de payaso. El hombre (Art the Clown) las sigue hasta una pizzería cercana. Después de un corto tiempo, el dueño del restaurante expulsa bruscamente del local a Art por manchar con sus propias heces las paredes del baño. Luego, las chicas descubren que una de las llantas del auto de Dawn ha sido cortada y Tara llama a su hermana Vicky para que venga a recogerlas. Mientras esperan, Tara tiene ganas de orinar, por lo que al ver enfrente a un trabajador de control de plagas (Mike), le pregunta si puede entrar al edificio de apartamentos abandonado en el que está trabajando para usar el baño, y éste accede. Una vez dentro, Tara se encuentra con una mujer mentalmente ida (acreditada como la "Dama de los Gatos"), que cree ilusamente que la muñeca que lleva en brazos es su bebé. Art ha regresado a la pizzería, donde mata y mutila a los dos trabajadores antes de entrar en el coche y secuestrar a Dawn.
Tara pronto se encuentra con Art dentro del edificio de apartamentos. Él la persigue a través del taller mecánico en el sótano y la apuñala en una pierna con un bisturí. Ella consigue subir y trata de alertar a Mike, que está limpiando con auriculares puestos, pero antes de llegar hasta él, Art la seda con una inyección en el cuello. Tara se despierta atada a una silla y Art, apartando una tela, le revela delante a Dawn, igualmente aterrorizada, desnuda, maniatada y suspendida boca abajo del techo. Obliga a Tara a mirar mientras él corta literalmente a Dawn por la mitad con una sierra para metales. Tara logra escapar horrorizada, pero Art saca una pistola y termina matándola a tiros. La Dama de los Gatos es testigo de esto y huye arriba, donde le ruega a Mike que llame a la policía. Mike la descarta por loca, pero Art pronto aparece de repente y lo deja inconsciente de un martillazo en la cabeza. La Dama de los Gatos descubre a Art sentado acunando a su muñeca. Mientras le suplica por el regreso de su "hijo", trata de mostrarle compasión maternal a Art abrazándolo.
Vicky llega para llevar a Tara y Dawn a casa, pero Art la atrae al sótano enviando un mensaje desde el teléfono móvil de su víctima. Allí, descubre lo que cree que es una Tara herida, pero en realidad es Art, quien ha mutilado gravemente a la Dama de los Gatos dejándola moribunda, y está usando su cuero cabelludo y sus senos. El compañero de trabajo de Mike llega buscándolo pero es bestialmente decapitado por Art. Vicky escapa de Art pero se detiene para llorar al encontrar el cadáver de su hermana. Art entonces la ataca con un gato de nueve colas improvisado, pero Mike llega de repente y deja inconsciente a Art. Los dos huyen y llaman al 911, pero antes de que puedan escapar, Art aparece y mata a Mike. Vicky se retira al garaje y Art atraviesa la puerta con la camioneta del exterminador de plagas, causando más lesiones a Vicky. Mientras yace impotente, Art comienza a comerle la cara. Llega la policía, pero Art se dispara en la boca con una pistola antes de que los oficiales puedan detenerlo.
El cuerpo de Art es llevado a una morgue junto con los cuerpos de sus víctimas. Cuando el médico forense abre la cremallera de la bolsa para cadáveres de Art, éste se levanta y lo estrangula hasta la muerte. Un año después, Vicky es dada de alta del hospital después de la rehabilitación de las heridas infligidas por Art; revelándose que ella es la mujer severamente desfigurada de la escena inicial de la película y, por lo tanto, los eventos de toda la película tuvieron lugar ese año anterior.

## Reparto
- Jenna Kanell como Tara Heyes
- Samantha Scaffidi como Victoria «Vicky» Heyes
- David Howard Thornton como Art the Clown
- Catherine Corcoran como Dawn
- Pooya Mohseni como dama de los Gatos
- Matt McAllister como Mike el exterminador #1
- Katie Maguire como Monica Brown

## Producción
El personaje de Art the Clown apareció por primera vez en el cortometraje The 9th Circle (2008), que Leone escribió y dirigió. Más tarde, Leone escribió y dirigió un cortometraje titulado Terrifier (2011), en el que aparecía Art. Estos cortometrajes se incorporaron a la película antológica All Hallows' Eve (2013), que supuso tanto la primera aparición de Art en un largometraje como el debut de Leone como director.
En 2015, Leone lanzó una campaña en el sitio web de micromecenazgo Indiegogo para financiar Terrifier, un largometraje derivado de All Hallows' Eve. Tras ser informado de la campaña de Indiegogo, el cineasta Phil Falcone aportó los fondos necesarios para el proyecto a cambio de un crédito como productor. En The 9th Circle, el cortometraje Terrifier y All Hallows' Eve, Art fue interpretado por Mike Giannelli, pero en el largometraje Terrifier, Art fue interpretado por David Howard Thornton.

## Estreno
Se estrenó en el Telluride Horror Show Film Festival el 25 de octubre de 2016 y posteriormente se proyectó en el Horror Channel FrightFest el 28 de octubre de 2017. Dread Central Presents y Epic Pictures se encargaron de su estreno limitado en 2018. Fue lanzada en DVD y Blu-ray por Dread Central el 27 de marzo de 2018. El lanzamiento incluye comentarios de audio por parte de Damien Leone y David H. Thorton, imágenes entre bastidores, una entrevista con la protagonista Jenna Kanell, escenas eliminadas, y otras características adicionales.

## Recepción

### Crítica
La película recibió críticas mixtas, con elogios dirigidos a los efectos especiales y las representaciones de Kanell y Thornton.

### Nominaciones
La película recibió tres nominaciones a los premios Fangoria Chainsaw: Mejor Estreno Limitado, Mejor Actor de Reparto (Thornton) y Mejor Maquillaje FX (Leone).

## Secuela
Terrifier 2 estaba prevista para estrenarse a finales del año 2020, pero debido a la pandemia de COVID-19 el rodaje se retrasó y no se lanzó hasta 2022.